# Air Raid
Air Raid fue un videojuego producido para el Atari 2600 por la empresa Men-A-Vision, siendo este el único juego desarrollado por esta compañía. Es considerado uno de los juegos más raros para este sistema ya que sólo fue lanzado en pequeñas cantidades y tuvo una limitada distribución. Su cartucho era azul y tenía un diseño con forma de T. La etiqueta mostraba una ciudad futurística siendo atacada por platos voladores. No es raro que este juego llegue a venderse por varios cientos de dólares cuando una copia aparece en eBay. 